# Francesco Fossi
Francesco Fossi (ur. 15 kwietnia 1988 we Florencji) – włoski wioślarz, mistrz Europy, medalista mistrzostw świata, uczestnik letnich igrzysk olimpijskich w Londynie w 2012 roku oraz w Rio de Janeiro w 2016 roku.

## Osiągnięcia
| Rok  | Impreza                     | Miejsce                  | Konkurencja           | Lokata      |
| ---- | --------------------------- | ------------------------ | --------------------- | ----------- |
| 2004 | Mistrzostwa świata juniorów | Banyoles                 | ósemka                | 9. miejsce  |
| 2005 | Mistrzostwa świata juniorów | Brandenburg an der Havel | czwórka ze sternikiem | 2. miejsce  |
| 2006 | Mistrzostwa świata juniorów | Amsterdam                | czwórka ze sternikiem | 2. miejsce  |
| 2007 | Mistrzostwa świata U-23     | Glasgow                  | ósemka                | 11. miejsce |
| 2007 | Mistrzostwa świata          | Monachium                | czwórka ze sternikiem | 6. miejsce  |
| 2009 | Mistrzostwa świata U-23     | Račice                   | czwórka ze sternikiem | 2. miejsce  |
| 2009 | Mistrzostwa świata          | Poznań                   | ósemka                | 6. miejsce  |
| 2009 | Mistrzostwa Europy          | Brześć                   | ósemka                | 5. miejsce  |
| 2010 | Mistrzostwa Europy          | Montemor-o-Velho         | czwórka bez sternika  | 4. miejsce  |
| 2010 | Mistrzostwa świata          | Hamilton                 | czwórka bez sternika  | 6. miejsce  |
| 2011 | Mistrzostwa świata          | Bled                     | czwórka bez sternika  | 10. miejsce |
| 2011 | Mistrzostwa Europy          | Płowdiw                  | czwórka bez sternika  | 3. miejsce  |
| 2012 | Igrzyska olimpijskie        | Londyn                   | czwórka podwójna      | 11. miejsce |
| 2013 | Mistrzostwa Europy          | Sewilla                  | dwójka podwójna       | 1. miejsce  |
| 2013 | Mistrzostwa świata          | Chungju                  | dwójka podwójna       | 3. miejsce  |
| 2014 | Mistrzostwa świata          | Amsterdam                | dwójka podwójna       | 2. miejsce  |
| 2015 | Mistrzostwa świata          | Aiguebelette-le-Lac      | dwójka podwójna       | 10. miejsce |
| 2016 | Igrzyska olimpijskie        | Rio de Janeiro           | dwójka podwójna       | 4. miejsce  |